# Conjunto acotado (espacio vectorial topológico)
En análisis funcional y en áreas relacionadas de las matemáticas, un conjunto en un espacio vectorial topológico se llama acotado o acotado de von Neumann, si cada entorno del elemento cero se puede expandir para incluir el conjunto.
Un conjunto que no está acotado se llama ilimitado o no acotado.
Los conjuntos acotados son una forma natural de definir topologías polares localmente convexas en los espacios vectoriales de un par dual, ya que el conjunto polar de un conjunto acotado es un conjunto absolutamente convexo y absorbente.
El concepto fue introducido por primera vez por John von Neumann y Andréi Kolmogórov en 1935.

## Definición
Supóngase que {\displaystyle X} es un espacio vectorial topológico (EVT) sobre un cuerpo {\displaystyle \mathbb {K} }.
Un subconjunto {\displaystyle B} de {\displaystyle X} se denomina acotado de von Neumann o simplemente acotado en {\displaystyle X} si se cumple alguna de las siguientes condiciones equivalentes:
1. Definición: Para cada entorno {\displaystyle V} del origen existe un {\displaystyle r>0} real tal que {\displaystyle B\subseteq sV}[nota 1] para todos los escalares {\displaystyle s} que satisfacen {\displaystyle |s|\geq r}.[1]
  - Esta fue la definición introducida por John von Neumann en 1935.[1]
2. {\displaystyle B} es absorbible por cada entorno del origen.[2]
3. Para todo entorno {\displaystyle V} del origen existe un {\displaystyle s} escalar tal que {\displaystyle B\subseteq sV}.
4. Para todo entorno {\displaystyle V} del origen existe un {\displaystyle r>0} real tal que {\displaystyle sB\subseteq V} para todos los escalares {\displaystyle s} que satisfacen {\displaystyle |s|\leq r}.[1]
5. Para todo entorno {\displaystyle V} del origen existe un {\displaystyle r>0} real tal que {\displaystyle tB\subseteq V} para todos los {\displaystyle 0<t\leq r}.[3]
6. Cualquiera de las afirmaciones (1) a (5) anteriores pero con la palabra "entorno" reemplazada por cualquiera de las siguientes expresiones: "entorno equilibrado", "entorno abierto y equilibrado", "entorno cerrado y equilibrado", "entorno abierto", "entorno cerrado".
  - Por ejemplo, la afirmación (2) puede convertirse en: {\displaystyle B} está acotado si y solo si {\displaystyle B} es absorbido por cada entorno equilibrado del origen.[1]
  - Si {\displaystyle X} es localmente convexo, entonces también se puede agregar el adjetivo "convexo" a cualquiera de estas 5 sustituciones.
7. Para cada secuencia de escalares {\displaystyle s_{1},s_{2},s_{3},\ldots } que converge a {\displaystyle 0} y cada secuencia {\displaystyle b_{1},b_{2},b_{3},\ldots } en {\displaystyle B}, la secuencia {\displaystyle s_{1}b_{1},s_{2}b_{2},s_{3}b_{3},\ldots } converge a {\displaystyle 0} en {\displaystyle X}.[1]
  - Esta fue la definición de "acotado" que Andréi Kolmogórov utilizó en 1934, que es la misma definición introducida por Stanisław Mazur y Władysław Orlicz en 1933 para un EVT metrizable. Kolmogorov usó esta definición para demostrar que un EVT es seminormable si y solo si tiene un entorno convexo acotado del origen.[1]
8. Para cada secuencia {\displaystyle b_{1},b_{2},b_{3},\ldots } en {\displaystyle B}, la secuencia {\displaystyle \left({\tfrac {1}{i}}b_{i}\right)_{i=1}^{\infty }} converge a {\displaystyle 0} en {\displaystyle X}.[4]
9. Cada subconjunto contable de {\displaystyle B} está acotado (según cualquier condición definitoria distinta de ésta).[1]

Si {\displaystyle {\mathcal {B}}} es una base de entornos para {\displaystyle X} en el origen, entonces esta lista puede ampliarse para incluir:
1. Cualquiera de las declaraciones (1) a (5) anteriores pero con los entornos limitados a aquellos que pertenecen a {\displaystyle {\mathcal {B}}}.
  - Por ejemplo, la afirmación (3) puede convertirse en: Para cada {\displaystyle V\in {\mathcal {B}}} existe un escalar {\displaystyle s} tal que {\displaystyle B\subseteq sV}.

Si {\displaystyle X} es un espacio localmente convexo cuya topología está definida por una familia {\displaystyle {\mathcal {P}}} de seminormas continuas, entonces esta lista puede ampliarse para incluir:
1. {\displaystyle p(B)} está acotado para todos los {\displaystyle p\in {\mathcal {P}}}.[1]
2. Existe una secuencia de escalares distintos de cero {\displaystyle s_{1},s_{2},s_{3},\ldots } de modo que para cada secuencia {\displaystyle b_{1},b_{2},b_{3},\ldots } en {\displaystyle B}, la secuencia {\displaystyle b_{1}s_{1},b_{2}s_{2},b_{3}s_{3},\ldots } está acotada en {\displaystyle X} (según cualquier condición definitoria distinta de esta).[1]
3. Para todo {\displaystyle p\in {\mathcal {P}}}, {\displaystyle B} está acotado (según cualquier condición definitoria distinta a ésta) en el espacio vectorial normado {\displaystyle (X,p)}.

Si {\displaystyle X} es un espacio vectorial normado con norm {\displaystyle \|\cdot \|} (o más generalmente, si es un seminorma y {\displaystyle \|\cdot \|} es simplemente un seminorma), entonces esta lista puede ampliarse para incluir:
1. {\displaystyle B} es un subconjunto limitado por normas de {\displaystyle (X,\|\cdot \|)}. Por definición, esto significa que existe un número real {\displaystyle r>0} tal que {\displaystyle \|b\|\leq r} para todos los {\displaystyle b\in B}.[1]
2. {\displaystyle \sup _{b\in B}\|b\|<\infty }.
  - Por lo tanto, si {\displaystyle L:(X,\|\cdot \|)\to (Y,\|\cdot \|)} es una aplicación lineal entre dos espacios normados (o seminormados) y si {\displaystyle B} es la bola unitaria cerrada (alternativamente, abierta) en {\displaystyle (X,\|\cdot \|)} centrada en el origen, entonces {\displaystyle L} es un operador lineal acotado (lo que se recuerda que significa que su operador norma {\displaystyle \|L\|:=\sup _{b\in B}\|L(b)\|<\infty } es finito) si y solo si la imagen {\displaystyle L(B)} de esta bola bajo {\displaystyle L} es un subconjunto acotado por normas de {\displaystyle (Y,\|\cdot \|)}.
3. {\displaystyle B} es un subconjunto de alguna bola (abierta o cerrada).[nota 3]
  - No es necesario que esta bola esté centrada en el origen, pero su radio debe (como es habitual) ser positivo y finito.

Si {\displaystyle B} es un subespacio vectorial del EVT {\displaystyle X}, entonces esta lista puede ampliarse para incluir:
1. {\displaystyle B} está contenido en el cierre de {\displaystyle \{0\}}.[1]
  - En otras palabras, un subespacio vectorial de {\displaystyle X} está acotado si y solo si es un subconjunto de (el espacio vectorial) {\displaystyle \operatorname {cl} _{X}\{0\}}.
  - Recuérdese que {\displaystyle X} es un espacio de Hausdorff si y solo si {\displaystyle \{0\}} está cerrado en {\displaystyle X}. Por lo tanto, el único subespacio vectorial acotado de un EVT de Hausdorff es {\displaystyle \{0\}}.

Un subconjunto que no está acotado se llama ilimitado.

### Bornología y sistemas fundamentales de conjuntos acotados
La colección de todos los conjuntos acotados en un espacio vectorial topológico {\displaystyle X} se llama bornología de von Neumann o la bornología (canónica) de {\displaystyle X}.
Una base o sistema fundamental de conjuntos acotados de {\displaystyle X} es un conjunto {\displaystyle {\mathcal {B}}} de subconjuntos acotados de {\displaystyle X} tal que cada subconjunto acotado de {\displaystyle X} es un subconjunto de algún {\displaystyle B\in {\mathcal {B}}}.
El conjunto de todos los subconjuntos acotados de {\displaystyle X} forma trivialmente un sistema fundamental de conjuntos acotados de {\displaystyle X}.

#### Ejemplos
En cualquier EVT localmente convexo, el conjunto de discos cerrado y acotado es una base del conjunto acotado.

## Ejemplos y condiciones suficientes
A menos que se indique lo contrario, un espacio vectorial topológico (EVT) no necesita ser de Hausdorff ni localmente convexo.
- Los conjuntos finitos están acotados.[1]
- Todo subconjunto totalmente acotado de un EVT está acotado.[1]
- Todo conjunto relativamente compacto en un espacio vectorial topológico está acotado. Si el espacio está equipado con una topología débil, lo contrario también es cierto.
- El conjunto de puntos de una sucesión de Cauchy está acotado, el conjunto de puntos de una red de Cauchy no necesita estar acotado.
- El cierre del origen (refiriéndose al cierre del conjunto {\displaystyle \{0\}}) es siempre un subespacio vectorial cerrado acotado. Este conjunto {\displaystyle \operatorname {cl} _{X}\{0\}} es el subespacio vectorial acotado más grande (con respecto a la inclusión del conjunto {\displaystyle \,\subseteq \,}) de {\displaystyle X}. En particular, si {\displaystyle B\subseteq X} es un subconjunto acotado de {\displaystyle X}, entonces también lo es {\displaystyle B+\operatorname {cl} _{X}\{0\}}.

Conjuntos ilimitados
Un conjunto que no está acotado se dice que es "ilimitado".
Cualquier subespacio vectorial de un EVT que no esté contenido en el cierre de {\displaystyle \{0\}} es ilimitado
Existe un espacio de Fréchet {\displaystyle X} que tiene un subconjunto acotado {\displaystyle B} y también un subespacio vectorial denso {\displaystyle M} tal que {\displaystyle B} no está contenido en el cierre (en {\displaystyle X}) de cualquier subconjunto acotado de {\displaystyle M}.

### Propiedades de estabilidad
- En cualquier EVT, las uniones finitas, las sumas de Minkowski finitas, los múltiplos escalares, las traslaciones, los subconjuntos, los cierres, los interiores y lss envolventes convexas de conjuntos acotados están nuevamente acotados.[1]
- En cualquier EVT localmente convexo, la envolvente convexa de un conjunto acotado está nuevamente acotada.[6] Sin embargo, esto puede ser falso si el espacio no es localmente convexo, ya que los espacios Lp {\displaystyle L^{p}} (no localmente convexos) para {\displaystyle 0<p<1} no tienen subconjuntos convexos abiertos no triviales.[6]
- La imagen de un conjunto acotado bajo un operador lineal continuo es un subconjunto acotado del codominio.[1]
- Un subconjunto de un producto (cartesiano) arbitrario de un EVT está acotado si y solo si su imagen bajo cada proyección de coordenadas está acotada.
- Si {\displaystyle S\subseteq X\subseteq Y} y {\displaystyle X} es un subespacio vectorial topológico de {\displaystyle Y}, entonces {\displaystyle S} está acotado en {\displaystyle X} si y solo si {\displaystyle S} está acotado en {\displaystyle Y}.[1]
  - En otras palabras, un subconjunto {\displaystyle S\subseteq X} está acotado en {\displaystyle X} si y solo si está acotado en cada (o equivalentemente, en algún) superespacio vectorial topológico de {\displaystyle X}.

## Propiedades
Un espacio localmente convexo tiene un entorno acotado de cero si y solo si su topología puede definirse mediante una única seminorma.
El polar de un conjunto acotado es un conjunto absolutamente convexo y absorbente.
| Condición de contabilidad de Mackey Si {\displaystyle B_{1},B_{2},B_{3},\ldots } es una secuencia contable de subconjuntos acotados de un espacio localmente convexo metrizable {\displaystyle X}, entonces existe un subconjunto acotado {\displaystyle B} de {\displaystyle X} y una secuencia {\displaystyle r_{1},r_{2},r_{3},\ldots } de números reales positivos tal que {\displaystyle B_{i}\subseteq r_{i}B} para todo {\displaystyle i\in \mathbb {N} } (o equivalentemente, tal que {\displaystyle {\tfrac {1}{r_{1}}}B_{1}\cup {\tfrac {1}{r_{2}}}B_{2}\cup {\tfrac {1}{r_{3}}}B_{3}\cup \cdots \subseteq B}). |

Utilizando la definición de conjuntos uniformemente acotados que se da a continuación, la condición de contabilidad de Mackey se puede reformular como: Si {\displaystyle B_{1},B_{2},B_{3},\ldots } son subconjuntos acotados de un espacio localmente convexo metrizable, entonces existe una secuencia {\displaystyle t_{1},t_{2},t_{3},\ldots } de números reales positivos tal que {\displaystyle t_{1}B_{1},\,t_{2}B_{2},\,t_{3}B_{3},\ldots } que es uniformemente acotada.
En otras palabras, dada cualquier familia contable de conjuntos acotados en un espacio metrizable localmente convexo, es posible escalar cada conjunto según su propio real positivo para que queden uniformemente acotados.

## Generalizaciones

### Conjuntos uniformemente acotados
Se dice que una familia de conjuntos {\displaystyle {\mathcal {B}}} de subconjuntos de un espacio vectorial topológico {\displaystyle Y} está uniformemente acotada en {\displaystyle Y}, si existe algún subconjunto acotado {\displaystyle D} de {\displaystyle Y} tal que
{\displaystyle B\subseteq D\quad {\text{para cada }}B\in {\mathcal {B}}},
lo que sucede si y solo si su unión
{\displaystyle \cup {\mathcal {B}}~:=~\bigcup _{B\in {\mathcal {B}}}B}
es un subconjunto acotado de {\displaystyle Y}.
En el caso de un espacio normado (o seminormado), una familia {\displaystyle {\mathcal {B}}} está uniformemente acotada si y solo si su unión {\displaystyle \cup {\mathcal {B}}} está "limitada por normas", lo que significa que existe algún {\displaystyle M\geq 0} real tal que {\textstyle \|b\|\leq M} para cada {\displaystyle b\in \cup {\mathcal {B}}} o de manera equivalente, si y solo si {\textstyle \sup _{\stackrel {b\in B}{B\in {\mathcal {B}}}}\|b\|<\infty }.
Se dice que un conjunto {\displaystyle H} de aplicaciones de {\displaystyle X} sobre {\displaystyle Y} es uniformemente acotado en un conjunto dado {\displaystyle C\subseteq X} si la familia {\displaystyle H(C):=\{h(C):h\in H\}} está uniformemente acotada en {\displaystyle Y}, lo que por definición significa que existe algún subconjunto acotado {\displaystyle D} de {\displaystyle Y} tal que {\displaystyle h(C)\subseteq D{\text{para todo }}h\in H}, o de manera equivalente, si y solo si {\textstyle \cup H(C):=\bigcup _{h\in H}h(C)} es un subconjunto acotado de {\displaystyle Y}.
Un conjunto {\displaystyle H} de aplicaciones lineales entre dos espacios normados (o seminormados) {\displaystyle X} y {\displaystyle Y} está uniformemente acotado en alguna (o equivalentemente, cada) bola abierta (y/o bola cerrada no degenerada) en {\displaystyle X} si y solo si sus operadores norma son uniformemente acotados; es decir, si y solo si {\displaystyle \sup _{h\in H}\|h\|<\infty }.
| Proposición Sea {\displaystyle H\subseteq L(X,Y)} un conjunto de operadores lineales continuos entre dos espacios vectoriales topológicos, {\displaystyle X} e {\displaystyle Y}, y sea {\displaystyle C\subseteq X} cualquier subconjunto acotado de {\displaystyle X}. Entonces, {\displaystyle H} está uniformemente acotado en {\displaystyle C} (es decir, la familia {\displaystyle \{h(C):h\in H\}} está uniformemente acotada en {\displaystyle Y}) si se cumple alguna de las siguientes condiciones: 1. {\displaystyle H} es equicontinuo. 2. {\displaystyle C} es un subspacio convexo y compacto de Hausdorff de {\displaystyle X}, y para cada {\displaystyle c\in C}, la órbita {\displaystyle H(c):=\{h(c):h\in H\}} es un subconjunto acotado de {\displaystyle Y}. |

| Demostración de la parte (1) |
| Supóngase que {\displaystyle H} es equicontinuo y sea {\displaystyle W} un entorno del origen en {\displaystyle Y}. Dado que {\displaystyle H} es equicontinuo, existe un entorno {\displaystyle U} del origen en {\displaystyle X} tal que {\displaystyle h(U)\subseteq W} para cada {\displaystyle h\in H}. Debido a que {\displaystyle C} está limitado en {\displaystyle X}, existe algún {\displaystyle r>0} real tal que si {\displaystyle t\geq r}, y entonces {\displaystyle C\subseteq tU}. En consecuencia, para cada {\displaystyle h\in H} y cada {\displaystyle t\geq r}, {\displaystyle h(C)\subseteq h(tU)=th(U)\subseteq tW}, lo que implica que {\textstyle \bigcup _{h\in H}h(C)\subseteq tW}. Por lo tanto, {\displaystyle \bigcup _{h\in H}h(C)} está acotado en {\displaystyle Y}. QED |

| Demostración de la parte (2) |
| Sea {\displaystyle W} un entorno equilibrado del origen en {\displaystyle Y}, y sea {\displaystyle V} un entorno equilibrado cerrado del origen en {\displaystyle Y} tal que {\displaystyle V+V\subseteq W}. Entonces, se define {\displaystyle E~:=~\bigcap _{h\in H}h^{-1}(V)}, que es un subconjunto cerrado de {\displaystyle X} (ya que {\displaystyle V} es cerrado, mientras que cada {\displaystyle h:X\to Y} es continuo) que satisface la condición de que {\displaystyle h(E)\subseteq V} para cada {\displaystyle h\in H}. Téngase en cuenta que para cada {\displaystyle n\neq 0}, escalar distinto de cero, el conjunto {\displaystyle nE} está cerrado en {\displaystyle X} (ya que la multiplicación escalar por {\displaystyle n\neq 0} es un homeomorfismo) y, por lo tanto, cada {\displaystyle C\cap nE} está cerrado en {\displaystyle C}. Ahora se comprueba que {\displaystyle C\subseteq \bigcup _{n\in \mathbb {N} }nE}, de lo que se sigue que {\displaystyle C=\bigcup _{n\in \mathbb {N} }(C\cap nE)}. Si {\displaystyle c\in C}, entonces que {\displaystyle H(c)} está cerrado garantiza la existencia de algún entero positivo {\displaystyle n=n_{c}\in \mathbb {N} } tal que {\displaystyle H(c)\subseteq n_{c}V}, donde la linealidad de cada {\displaystyle h\in H} ahora implica que {\displaystyle {\tfrac {1}{n_{c}}}c\in h^{-1}(V)}, y por lo tanto {\displaystyle {\tfrac {1}{n_{c}}}c\in \bigcap _{h\in H}h^{-1}(V)=E}, y en consecuencia, {\displaystyle C\subseteq \bigcup _{n\in \mathbb {N} }nE}, como se buscaba. De este modo {\displaystyle C=(C\cap 1E)\cup (C\cap 2E)\cup (C\cap 3E)\cup \cdots } expresa a {\displaystyle C} como una unión contable de conjuntos cerrados (en {\displaystyle C}). Dado que {\displaystyle C} es un subconjunto no exiguo de sí mismo (debido a que es un espacio de Baire según el teorema de categorías de Baire), esto solo es posible si existe algún {\displaystyle n\in \mathbb {N} } entero tal que {\displaystyle C\cap nE} tenga un interior no vacío en {\displaystyle C}. Sea {\displaystyle k\in \operatorname {Int} _{C}(C\cap nE)} cualquier punto perteneciente a este subconjunto abierto de {\displaystyle C}. Sea {\displaystyle U} cualquier entorno abierto equilibrado del origen en {\displaystyle X} tal que {\displaystyle C\cap (k+U)~\subseteq ~\operatorname {Int} _{C}(C\cap nE)}. Los conjuntos {\displaystyle \{k+pU:p>1\}} forman un recubrimiento creciente (es decir, {\displaystyle p\leq q} implica {\displaystyle k+pU\subseteq k+qU}) del espacio compacto {\displaystyle C}, por lo que existe algún {\displaystyle p>1} tal que {\displaystyle C\subseteq k+pU} (y por lo tanto, {\displaystyle {\tfrac {1}{p}}(C-k)\subseteq U}). Ahora se comprueba que {\displaystyle h(C)\subseteq pnW} para cada {\displaystyle h\in H}, demostrando así que {\displaystyle \{h(C):h\in H\}} está uniformemente acotado en {\displaystyle Y}, completando así la demostración. Considérese {\displaystyle h\in H} y {\displaystyle c\in C}. Sea {\displaystyle z~:=~{\tfrac {p-1}{p}}k+{\tfrac {1}{p}}c}. La convexidad de {\displaystyle C} garantiza que {\displaystyle z\in C} y además, {\displaystyle z\in k+U}, ya que {\displaystyle z-k={\tfrac {-1}{p}}k+{\tfrac {1}{p}}c={\tfrac {1}{p}}(c-k)\in {\tfrac {1}{p}}(C-k)\subseteq U}. Por lo tanto, {\displaystyle z\in C\cap (k+U)}, que es un subconjunto de {\displaystyle \operatorname {Int} _{C}(C\cap nE)}. Dado que {\displaystyle nV} está equilibrado y {\displaystyle \|1-p\|=p-1<p}, se tiene que {\displaystyle (1-p)nV\subseteq pnV}, lo que combinado con {\displaystyle h(E)\subseteq V} da {\displaystyle pnh(E)+(1-p)nh(E)~\subseteq ~pnV+(1-p)nV~\subseteq ~pnV+pnV~\subseteq ~pn(V+V)~\subseteq ~pnW}. Finalmente, {\displaystyle c=pz+(1-p)k} y {\displaystyle k,z\in nE} implican que {\displaystyle h(c)~=~ph(z)+(1-p)h(k)~\in ~pnh(E)+(1-p)nh(E)~\subseteq ~pnW}, tal como se buscaba. QED |

Dado que cada subconjunto unitario de {\displaystyle X} también es un subconjunto acotado, se deduce que si {\displaystyle H\subseteq L(X,Y)} es un conjunto equicontinuo de operadores lineales continuos entre dos espacios vectoriales topológicos, {\displaystyle X} e {\displaystyle Y} (no necesariamente de Hausdorff o localmente convexos), entonces la órbita {\textstyle H(x):=\{h(x):h\in H\}} de cada {\displaystyle x\in X} es un subconjunto acotado de {\displaystyle Y}.

### Subconjuntos acotados de módulos topológicos
La definición de conjuntos acotados se puede generalizar a módulos topológicos.
Un subconjunto {\displaystyle A} de un módulo topológico {\displaystyle M} sobre un anillo topológico {\displaystyle R} está acotado si para cualquier entorno {\displaystyle N} de {\displaystyle 0_{M}} existe un entorno {\displaystyle w} de {\displaystyle 0_{R}} tal que {\displaystyle wA\subseteq B}.